# Ховрах арктичний
Ховрах арктичний (Spermophilus parryii або Urocitellus parryii) — один з видів ховрахів, родина Вивіркові.

## Поширення
Країни проживання: Канада (Британська Колумбія, Манітоба, Північно-Західні території Нунавут, Саскачеван, Юкон), Росія, США (Аляска). Знайдений у відкритій тундрі, в лісових районах відкритих луків, або вище межі лісу, в долинах річок і лучно-степових місцях, в прибережних піщаних грядах. У горах живе на краю кам'яних розсипів і луках альпійських і субальпійських зон (до 1400 м). Часто зустрічається на околицях людських поселень.

## Морфометрія
Довжина тіла 30–40 см в американських і 24–33 см в сибірських особин. Довжина хвоста 10–16 см, вага 700–800 грамів, як правило, самці на ≈ 100 грамів важчі.

## Поведінка
Живе в колонії зі складною системою нір. Нори дрібні (до максимальною глибини 3 метри і 15 метрів у довжину, але зазвичай вони дрібніші і коротші), без вертикальних проходів. Є постійні нори з кількома входами і гніздами. Зимує з жовтня по березень. У північній частині ареалу зі сплячки виходить у той час коли все ще йде сніг. Під час сплячки, температура тіла тварин знижується до трьох градусів нижче точки замерзання. Всеїдний. Навесні, в основному харчуються тваринами. Пізніше харчуються ягодами, грибами, лишайниками, мохами, рослинністю. Створює запаси горіхів і сухої трави на зиму. Хижаки: песець, лисиця, росомаха, рись, грізлі, орли.

## Відтворення
Відтворення відбувається раз на рік. У північній частині ареалу спарювання відбувається в норах ще до його появи на поверхні. Розмір приплоду становить 6-8, іноді до 14 ховрашенят. Вагітність триває близько 25 днів. Лактація триває 6 тижнів. Молодь починає спарювання на другий рік.